# Coryphaeschna huaorania
Coryphaeschna huaorania là loài chuồn chuồn trong họ Aeshnidae. Loài này được Tennessen mô tả khoa học đầu tiên năm 2001.